# Ritupe (stacja kolejowa)
Ritupe (ros. Ритупе, łot. Rītupe) – stacja kolejowa w miejscowości Ritupe, w rejonie pytałowskim, w obwodzie pskowskim, w Rosji. Leży na linii dawnej Kolei Warszawsko-Petersburskiej.

## Historia
Stacja powstała w 1860 pomiędzy stacją Pondery (w 1872 pomiędzy Ponderami a Żogowem powstała stacja Pytałowo) a przystankiem Fedosińskaja. Nosiła wówczas nazwę Żogowo. W latach międzywojennych była łotewską stacją graniczną na granicy ze Związkiem Sowieckim. W 1921 zmieniono jej nazwę na obecną. Po wojnie straciła swój nadgraniczny charakter i znalazła się na terytorium Rosyjskiej FSRR, pod zarządem Kolei Październikowej.